# Qué solos se quedan los muertos
Qué solos se quedan los muertos es una novela policial del escritor argentino Mempo Giardinelli (Resistencia, 2 de agosto de 1947), publicada en 1985 en Buenos Aires, por la Editorial Sudamericana. 
La historia gira en torno a José Giustozzi, un periodista argentino exiliado en la Ciudad de México, que recibe una llamada desde Zacatecas para acudir en auxilio de la también exiliada Carmen Rubiolo, su expareja en Argentina durante los años previos a la dictadura cívico-militar de 1976. El llamado de auxilio se debe a que han asesinado a tiros en la puerta de su casa al esposo de Carmen, Marcelo Farnizzi. Al llegar José Giustozzi a Zacatecas, ocurren una serie de asesinatos que se conectan con el de Marcelo y los cuales apuntan como posible culpable a Liborio, el traficante de drogas más importante y temido de la zona. A medida que avanzan las investigaciones de Giustozzi, este se va sumergiendo en un estado profundo de memoria y autoreflexión que lo llevará nuevamente a tener que elegir entre enfrentarse a la violencia o huir por segunda vez en su vida de ella (como él considera que lo hizo al exiliarse de Argentina).

## Sucesos

### Escritura y Publicación

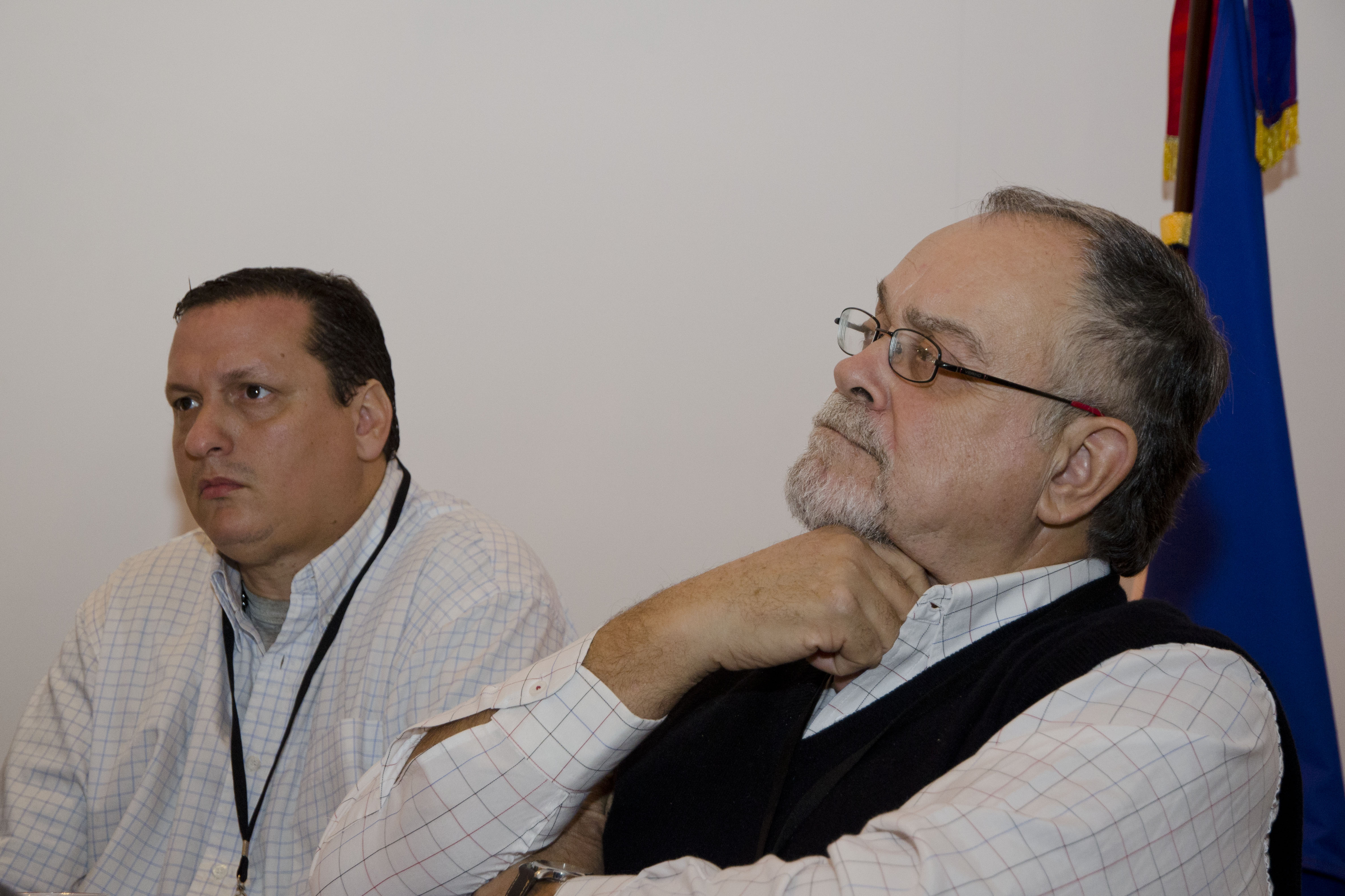
Mempo Giardinelli, 2014

Al final de la novela Qué solos se quedan los muertos encontramos una inscripción con la fecha y los lugares de escritura "México - París - Buenos Aires / Agosto 1983 - Junio 1985". Mempo Giardinelli estuvo exiliado en México durante el periodo completo de la dictadura argentina de 1976 y regresó a su país una vez reinstaurada la democracia (1976 - 1984), por lo que la escritura de su novela la inició en sus últimos dos años de exilio mexicano, probablemente la continuó durante una corta estancia en Francia y la terminó y editó en Buenos Aires en el año de 1985, una vez que Raúl Alfonsín había tomado el cargo como presidente democrático de Argentina y muchos exiliados regresaban a su patria.

## Argumento y partes de la novela
La novela se divide en 3 partes, cada una subdividida a su vez en pequeños capítulos.

### Primera parte
Se divide en XVI capítulos.
Aquí se hace la introducción de todos los personajes. Las acciones dan inicio con la llamada que recibe José Giustozzi, periodista argentino, para ir a prestarle ayuda a Carmen Rubiolo en Zacatecas, debido a que han asesinado a Marcelo Farnizzi, su supuesto compañero sentimental. José hace el viaje movido por el viejo amor que lo unía a Carmen en Argentina y se encuentra con que ella ya no quiere su ayuda. La policía no está interesada en investigar el caso y el supuesto investigador que Carmen contrató, David Gurrola, es en realidad una persona muy poderosa, con una gran cantidad de negocios y que parece haberse ausentado de la ciudad desde hace algún tiempo.
La única aliada con la que cuenta José Giustozzi es Hilda Fernández, vecina de Carmen Rubiolo, quien le brinda información de su amiga y lo protege después de que lo golpean como advertencia para que se vaya de Zacatecas. Durante sus investigaciones José comienza a desentrañar su pasado en Argentina y a hacerse múltiples preguntas: ¿Por qué no se marcha de Zacatecas si Carmen ya no requiere su ayuda? ¿qué fue lo que salió mal en su relación con Carmen? ¿qué fue lo que llevó a su país a un estallido de violencia tal que lo hizo exiliarse en México?, etc. Eventualmente los recuerdos de sus amigos y familiares muertos van haciéndose cada vez más presentes en sus reflexiones.
En el último capítulo de la primera parte, José Giustozzi regresa a su hotel, donde le informan que han asesinado a alguien en la alberca del pent-house, cuando sube a investigar lo que ocurrió, se encuentra con el cuerpo inerte de Carmen Rubiolo, la mujer que había amado tanto y el único puente que lo unía con su tierra natal. El principal sospechoso es, nuevamente, David Gurrola.

### Segunda parte
Está dividida en XIII capítulos, es la parte más extensa del libro. 
Al día siguiente de la muerte de Carmen Rubiolo, la policía da como resultado de las investigaciones que se trató de un suicidio. La gente repite la historia en las calles comentando que era una guerrillera sudamericana y que probablemente la aquejaban muchos remordimientos. El duelo por la muerte de Carmen y las falsas acusaciones desencadenan en José Giustozzi una larga serie de reflexiones postergadas sobre lo que ocurrió en su pasado: su relación fallida con Carmen, la represión vivida por su generación desde la infancia, la desilusión después de que Perón regresa a la Argentina y desaprueba las movilizaciones juveniles, el golpe de Estado del 76, su exilio a México, el paso a la clandestinidad de sus compañeros y las desapariciones, tortura y muerte de miles de personas.
José se reúne con Hila Fernández en su casa, quien también se muestra muy conmovida por el asesinato de su amiga, ésta le cuenta que la noche anterior vio salir a Carmen acompañada de dos hombres, uno de ellos muy elegante que coincide con las descripciones de David Gurrola, se subieron a un auto y ya no volvieron. Entonces Giustozzi decide saltarse a la casa de Carmen por el patio trasero de Hilda. Ya estando dentro de la casa se da cuenta de que alguien más ha ido a registrarla. Recordando viejos escondites que utilizaban durante la militancia en Argentina, José encuentra dentro de unas botas un fajo con $30,000 dólares y varios gramos de cocaína pura. Regresa sin contarle nada a Hilda y se dirige a su hotel para guardar en su caja fuerte el dinero y la droga.
Al día siguiente sale a las calles de Zacatecas a hacer su pesquisa, se entrevista con varias personas y entre ellas conoce a Goliath Ramírez, un antiguo compañero de Gurrola en la universidad, éste le cuenta que ambos estudiaron derecho y que estuvieron a punto de ser socios, pero que por motivos desconocidos Gurrola "tuvo" que dejar de ejercer la profesión. Gurrola cambió al poco tiempo su letrero de abogado por el de "detective con licencia" y se dedicó a hacer muchos "negocios" desconocidos, sin jamás atender su despacho.
José Giustozzi consigue entrevistarse con la madre de David Gurrola, quien lo invita a pasar a su casa y le presenta a su sobrino Jesús, un sujeto que encaja perfectamente con la descripción de David y con la única foto que Giustozzi ha logrado conseguir de él. El supuesto sobrino le ofrece dinero para que se marche y deje de investigar, pero Giustozzi se niega a hacerlo hasta no saber quién y por qué mataron a Carmen; entonces lo encara y lo acusa de ser él mismo David Gurrola y, a su vez, el famoso traficante de drogas, Liborio, asesino de Carmen. Ambos una misma persona.
Al final de esta segunda parte el propio narrador, José Giustozzi, revela que el texto que leemos es un manuscrito de su autoría, que no pretende ser una novela policiaca, sino una confesión. En ese momento hace un recuento de la historia para hablarle directamente al lector con el fin de hacer algunas conjeturas, como confirmar que David Gurrola es efectivamente quien recogió a Carmen la noche de su asesinato; que probablemente ellos dos eran amantes; que seguramente Gurrola tuvo que ver con la muerte de Marcelo Farnizzi, con el dinero hallado y con el tráfico de drogas, negocio en el que también estaban inmiscuidos el propio Marcelo y Carmen.

### Tercera parte
Se divide en VII capítulos. 
Hilda le consigue una pistola a José Giustozzi para que se defienda y le da información sobre David Gurrola: tiene 45 años de edad, es originario de Jalisco, en su juventud fue comunista, porro, priista y aspirante a diputado federal; está casado y con hijos; lo expulsaron de la barra de abogados por defender a unos violadores, por lo cual se dedica desde entonces a la compra-venta de casas y se cree que está metido en el narcotráfico.
El gerente del hotel en que se hospeda José le dice que Carmen Rubiolo le dejó una carta la noche de su muerte, pero no se la dará sin antes recibir algún dinero, José le paga y lee en la carta una confesión de Carmen en donde le dice que se enamoró de un "miserable" (David Gurrola) y le pide que se marche de Zacatecas para salvar su vida. Después de una prolongada reflexión, Giustozzi decide quedarse, puesto que no quiere escapar por segunda vez de la violencia que ha rodeado a toda su vida desde la infancia.
El protagonista acude a las oficinas de la policía para entrevistarse con el comandante Carrión, no para informarse de los asesinatos de sus amigos, sino para exigirle hablar con Liborio, puesto que sabe que es el jefe tanto de la policía como de los narcotraficantes. Más tarde el propio David Gurrola lo busca en su hotel para pedirle que devuelva la cocaína y el dinero que se llevó de casa de Carmen, con la concesión de poder quedarse con parte del dinero, Giustozzi se niega y lo acusa nuevamente de ser él mismo Liborio, el que está detrás de los asesinatos y del tráfico de drogas. Tras esta negativa, Gurrola le contesta a Giustozzi elegantemente "[usted] está muerto. Sigue hablando porque no sabe que ya está muerto".
En el capítulo final el protagonista pone las últimas palabras de su manuscrito diciendo: "Esto es un testimonio apresurado [...] de un hombre que se metió en donde no debió meterse". Tira la cocaína al inodoro, quema los $30,000 dólares y sale del hotel para encontrarse con su destino.

## Personajes principales

### José Giustozzi
Es un periodista argentino exiliado en México que llega al poco tiempo de haber estallado el golpe militar de 1976. Durante su militancia fue pareja sentimental de Carmen Rubiolo en los años 70. Para el momento en que inicia la novela José Giustozzi vive un doble exilio, no sólo se encuentra en un país extranjero para salvar su vida, sino que además se ha alejado del resto de la comunidad argentina que también vive en México; recientemente ha renunciado a su trabajo y se encuentra sin saber qué hacer de su vida, es por esto que acepta el llamado de Carmen para acudir en su ayuda a Zacatecas.

### Carmen Rubiolo
Pareja de José Giustozzi en Argentina, fue militante de las juventudes peronistas y en 1977 se exilia a México junto con Marcelo Farnizzi, su esposo. Empezando los años 80 se mudan a Zacatecas. Después de que asesinan a Marcelo llama a Giustozzi para que acuda en su ayuda, pues presiente que ella también está en peligro. Todo parece indicar que es amante de David Gurrola, el principal sospechoso de la muerte de Farnizzi, y que está metida en el contrabando de drogas. Tiene una misteriosa muerte en el pent-house del hotel Calinda, donde la encuentran ahogada; según declaraciones de Gurrola, tras resbalar y golpearse en la cabeza.

### David Gurrola
Es hijo de doña Refugio Hinojoza de Gurrola, quien lo describe como una persona no muy alta,  de ojos café claro, rellenito y musculoso. Es un abogado que, tras retirarse de la profesión, consigue una licencia de "detective privado"  y se dedica a los negocios (bienes raíces). Supuestamente fue expulsado de la barra de abogados por defender el caso de unos violadores, se dice también, que fue porro en su juventud, después priista y aspirante a una diputación federal. Es el principal sospechoso de la muerte de Camilo (su ayudante), de Marcelo Farnizzi y de Carmen Rubiolo, asimismo de ser traficante de drogas en Jalisco y Zacatecas.

### Liborio
Es el personaje más misterioso de la novela, Giustozzi cree fielmente que es un seudónimo usado por David Gurrola, pero esto nunca se confirma. Lo único que se sabe es que todos lo identifican como el capo más grande de Zacatecas, pero nadie parece conocerlo en persona. Controla la policía local, la prostitución, el juego clandestino, tiene varias discotecas y se cree que proviene de Jalisco.

### Hilda Fernández
Amiga y vecina de Carmen Rubiolo en Zacatecas, es quien hace la llamada a José Giustozzi para que acuda en ayuda de Carmen tras el asesinato de Marcelo Farnizzi. Cuando el protagonista la conoce, la describe de la siguiente forma "Yo la había imaginado una gorda fea. Quizás porque odio a la gente confianzuda, hasta supuse que tenía granos en la cara y mal aliento. Una harpía atrevida, una chismosa de esas que saben vida y milagros del vecindario, medio sucia, mal vestida, tetona, de cola achatada y tobillos flaquitos. [...] era tal como la había imaginado, físicamente, pero además usaba anteojos". Conforme avanza la historia ella se convierte en la principal aliada de Giustozzi y en una especie de detective-pasivo al conseguir información importante de Carmen Rubiolo, Marcelo Farnizzi, David Gurrola y Liborio. José Giustozzi termina encariñándose con ella y considerándola una gran amiga.

## Personajes secundarios

### Marcelo Farnizzi
Exiliado argentino, supuesto compañero sentimental de Carmen Rubiolo, a quien asesinan en la puerta de su casa a balazos. Giustozzi lo recuerda de una junta de exiliados en México durante el año de 1978 y lo describe como "un flaco ojeroso, con pinta de guerrillero retirado, nervioso y lleno de tics". Se sospecha que era vendedor de droga trabajando para Liborio y que quiso estafarlo cobrándole $15,000 dólares bimestrales por guardar algún secreto misterioso o por consentir que anduviera con Carmen Rubiolo (nunca se llega a saberlo del todo).

### ComandanteAlberto Carrión
Es el jefe de la policía encargado de investigar los asesinatos de Marcelo Farnizzi y Carmen Rubiolo, sin embargo, al entrevistarse José Giustozzi con él, no muestra el menor interés por encontrar a los culpables. Al contrario, es burocrático en su proceder y agresivo cuando Giustozzi le pregunta por los avances de la investigación. Declara la muerte de Carmen inmediatamente como un suicidio y protege en todo momento David Gurrola y a Liborio, con quien(es) está coludido.

### Doña Refugio Hinojoza de Gurrola
Es la madre de David Gurrola, vive en una casona vieja de Zacatecas y tiene cerca de setenta años. Cuando José Giustozzi se entrevista con ella para obtener información de su hijo, David Gurrola, éste la describe como una mujer elegante y seductora, pero "arrugada como una pasa de uva". Protege incondicionalmente a su hijo David.

## Escenario (Zacatecas)
Mempo Giardinelli elige como escenario para su novela un lugar del interior de la República mexicana, descentralizado de la capital y poco común para la época. El narrador de la novela (José Giustozzi) agradece que Zacatecas, para el tiempo en que ocurren los hechos, no haya sido descubierta por el turismo. Se nos dice que Zacatecas es "una ciudad para caminarla" y se mencionan muchos lugares, entre ellos: la Fuente de los Faroles, Palacio Nacional, Callejón del Indio Triste, Calle del Estudiante, Plazuela de San Cayetano, Plaza de la Loza, Plaza de la Independencia, etc. En lo general, se nos muestra un lugar jovial, con sus callejoneadas, con una arquitectura colonial muy bien cuidada, con iglesias encantadoras y subrayando principalmente la hermosura del Cerro de la Bufa que destaca imponentemente desde cualquier punto de la ciudad. Pero también se muestra una Zacatecas con una profunda corrupción dentro de las instituciones de seguridad y en donde se puede conseguir cualquier droga como moneda de cambio corriente. 

## Temas centrales

### Narcotráfico
El narcotráfico ocupa un papel central dentro de toda la novela, ya que en una posible interpretación sería el motivo de la muerte de Carmen Rubiolo y Marcelo Farnizzi, personajes de quienes el narrador sospecha que estuvieron metidos en el tráfico o venta de drogas y por lo tanto Liborio, el Zar de la droga, les cobraría venganza al tratar de extorsionarlo.
En el texto se deja ver también un estado de Zacatecas en donde es muy fácil conseguir droga, al menos la mariguana. La fuman en las callejoneadas, caminando por las calles con música y mezcal, la consumen en las peleas de box y en el restaurante del hotel Calinda, donde se hospeda José Giustozzi.
De la misma manera, abordando el tema de la violencia al que el protagonista se tiene que enfrentar, el narcotráfico vendría a generar en México algo equivalente al estallido de violencia de los años 70 y 80 en Argentina con el golpe militar y la represión propagada a todos los ámbitos de la vida cotidiana (detenciones arbitrarias, asesinatos, tortura, desapariciones, etc.).

### Exilio
Otro tema fundamental en la novela Qué solos se quedan los muertos es el del exilio que muchos argentinos tuvieron que vivir para salvar sus vidas. Aquí encontramos una triada de exiliados argentinos: José Giustozzi, Carmen Rubiolo y Marcelo Farnizzi. Dos de ellos asesinados en condiciones misteriosas y del otro, el protagonista, desconocemos su desenlace. El exilio es algo que los tres cargan consigo a todo lugar al que vayan, Giustozzi en un momento de la novela dice "En México –como en todo el mundo– un extranjero es un ciudadano de segunda categoría. Peor aún, si es exiliado político y es sudamericano", pero éste vive un doble exilio, por un lado el del país natal y por otro lado se exilia de la comunidad argentina en México, viviendo una vida solitaria hasta el momento en que Carmen lo llama para pedirle su ayuda.
El exilio cobrará mayor importancia cuando Carmen Rubiolo sea asesinada y se desaten en José Giustozzi una serie de reflexiones profundas sobre lo que significó para su vida dejar Argentina en medio de una escalada de violencia terrorífica.
Sobre su propio exilio en México y la novela, el propio Mempo Giardinelli dice lo siguiente: 

Literariamente, todo exilio es capitalizable, dado que es una situación traumática, es un corte, algo nuevo [...]. El nuevo país de residencia permite incorporar lenguaje, costumbres, musicalidad, geografía e historia [...]. La novela fue un homenaje a México, una rendición de cuentas y también una manera de despedirme de ese país en el que viví diez años fundamentales de mi vida.
Reina Roffé, "Sobre literatura y el oficio de escritor" entrevista publicada en Conversaciones americanas

### Dictadura argentina
El tema de la dictadura se aborda desde la lejanía, es decir, desde el punto de vista de un exiliado que salió de Argentina el mismo año en que el golpe de Estado se diera, desde el punto de vista del protagonista, dejándole a los jóvenes únicamente tres opciones: "matar, morir o exiliarse". Pero no por ello es un tema abordado de forma sesgada, al contrario, se habla integralmente de la violencia previa que desencadenó en la dictadura militar del 76. Violencia que empezó para la generación de José Giustozzi desde la niñez, educados con un rigor militar y que llegado el momento de elegir entre la guerrilla o la inacción, respondieron de la única forma en que sabían... con violencia. En palabras del protagonista: "Nos lanzaron a la adolescencia con un rencor que ni nosotros mismos conocíamos, y que hizo que nuestra generación peleara y manifestara en las calles y en las fábricas, y pusiera bombas y se acribillara a balazos contra las tanquetas".

## Traducciones
- 2005, en francés: Les Morts sont seuls (Metailie Editions, París).
- 1990, en alemán: Wie einsam sind die totem (Piper Verlag, Munich).
- 1988, en francés: Et l'oubli será leur linceul (Messinger, París).